# 上川口村
上川口村（かみかわぐちむら）は、京都府天田郡にあった村。現在の福知山市中心部の北西、山陰本線・上川口駅の周辺にあたる。

## 地理
- 山岳：姫髪山
- 河川：牧川

## 歴史
- 1889年（明治22年）4月1日 - 町村制の施行により、野花村・立原村・十二村・夷村・上大内村・下大内村・下小田村・上小田村・大呂村の区域をもって発足。
- 1955年（昭和30年）4月1日 - 福知山市に編入。同日上川口村廃止。

## 交通

### 鉄道路線
- 日本国有鉄道
  - 山陰本線
    - 上川口駅

### 道路
- 国道9号